# Colletes deserticola
Colletes deserticola är en biart som beskrevs av Timberlake 1951. Colletes deserticola ingår i släktet sidenbin, och familjen korttungebin. Inga underarter finns listade i Catalogue of Life.